# 郝久古桥

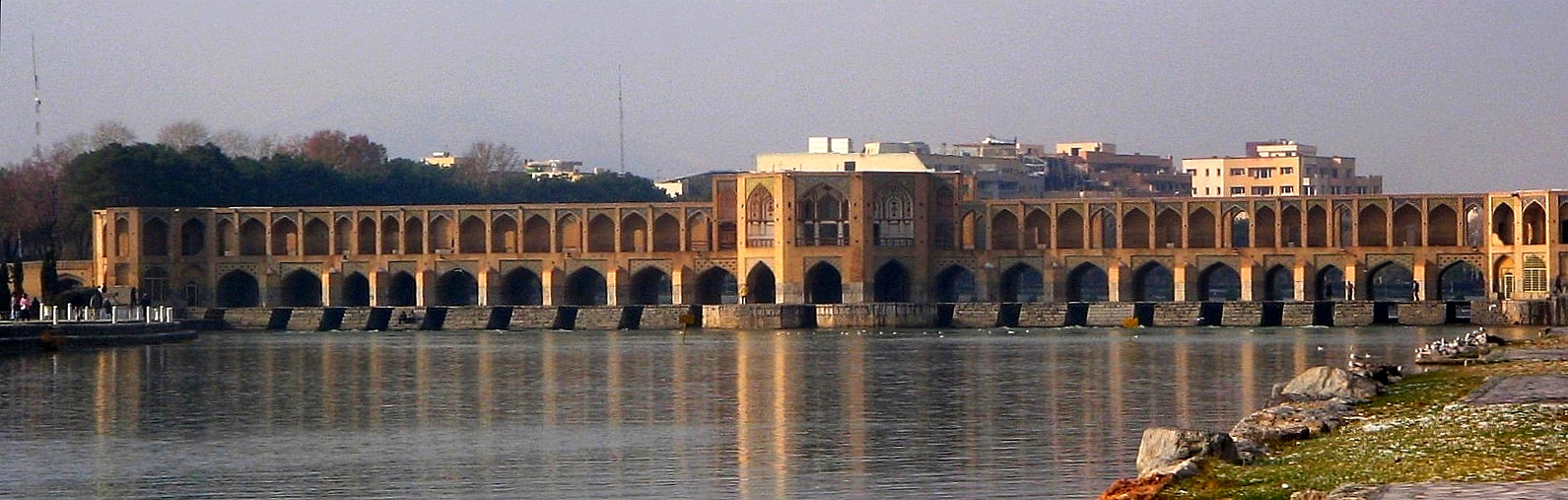
郝久古桥

郝久古桥 (波斯語：‎ Pol-e Khāju) 是伊朗伊斯法罕的一座桥梁，被誉为伊斯法罕省最优秀的桥梁。
它是由波斯萨非王朝国王阿拔斯二世于1650年左右，兴建在旧桥的基础上。它连接北岸的郝久区和Zayandeh河对岸的拜火教区。它不仅是桥梁和水坝，还是一座建筑，为公众集会的场所。 最初它装饰着艺术瓷砖和画作，用作茶馆。在建筑的中心，里面有一个凉亭，阿拔斯国王曾坐在这里，欣赏美景。 这座桥是萨非王朝时期波斯建筑最好的例子之一。用厄珀姆·波普和让·夏尔丹的话说，郝久古桥是“波斯桥梁建筑的终极纪念碑和现存最有趣的桥梁之一...这里的整体具有节奏感，结合了最幸福的一致性：实用，美观和娱乐”
郝久古桥有24个拱门，长133米，宽12米。现有的铭文表明，大桥于1873年修复。
亚瑟·厄珀姆·波普和他的妻子菲利斯·阿克曼的陵墓就在附近。

## 图片

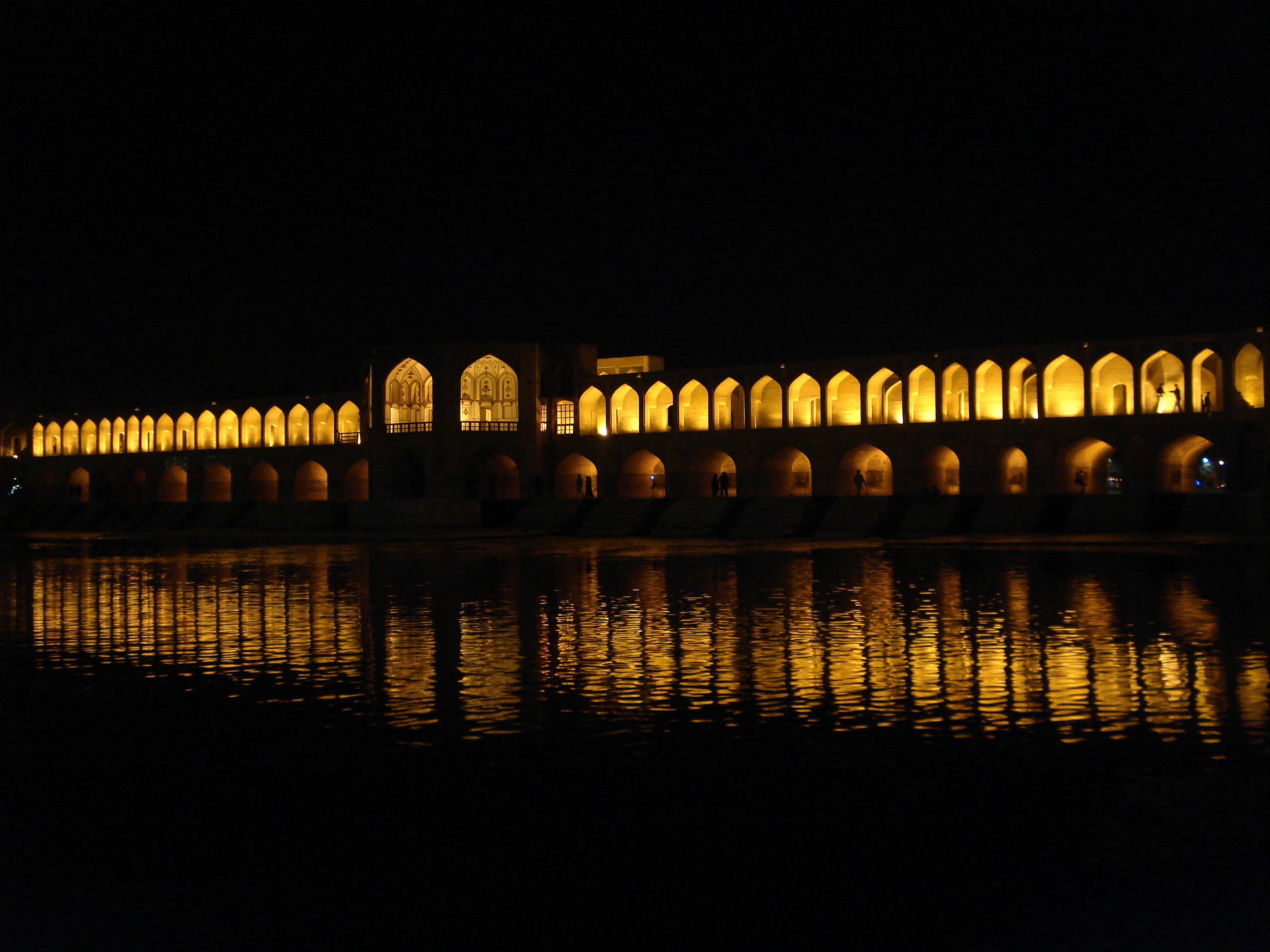
夜景
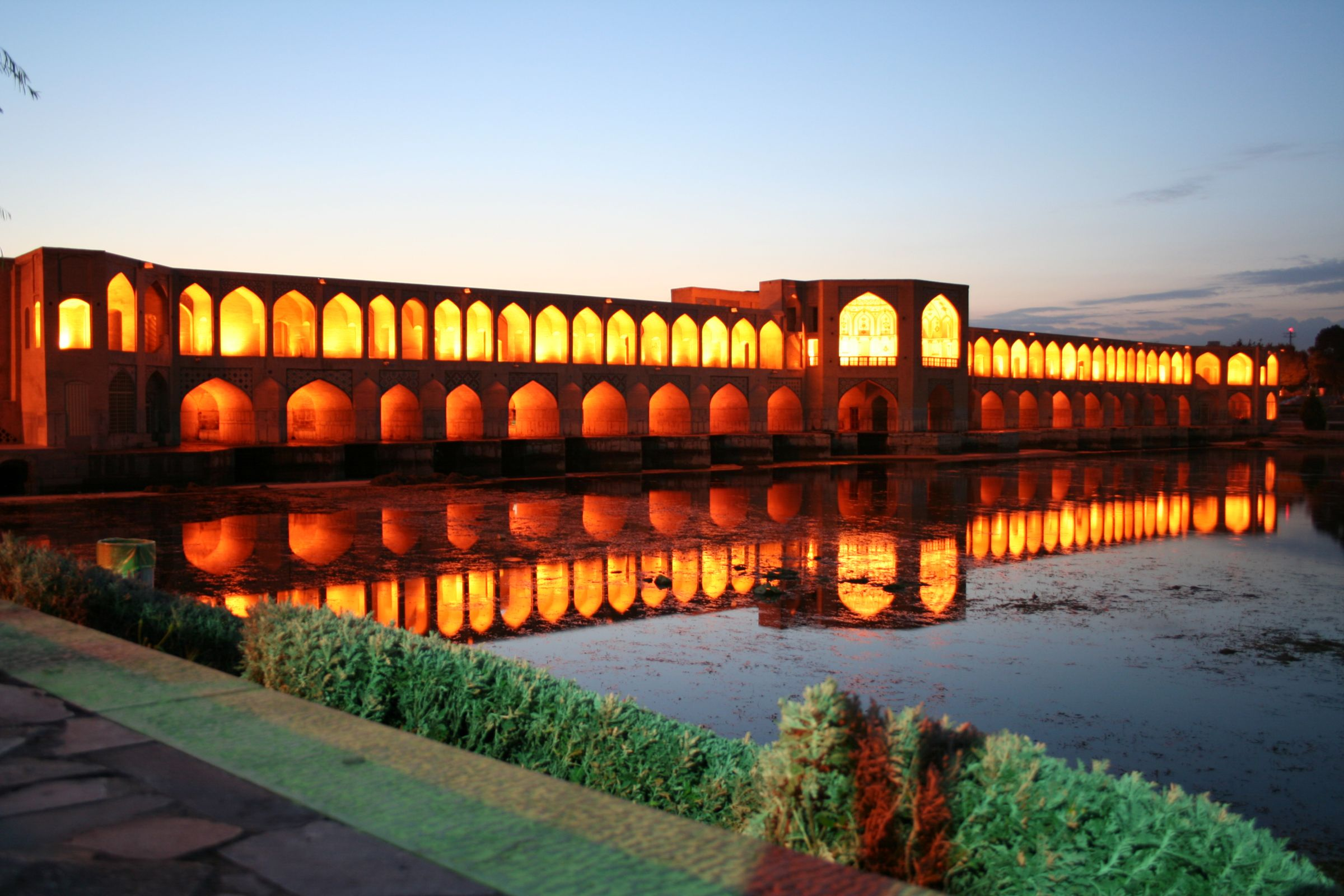
夜景
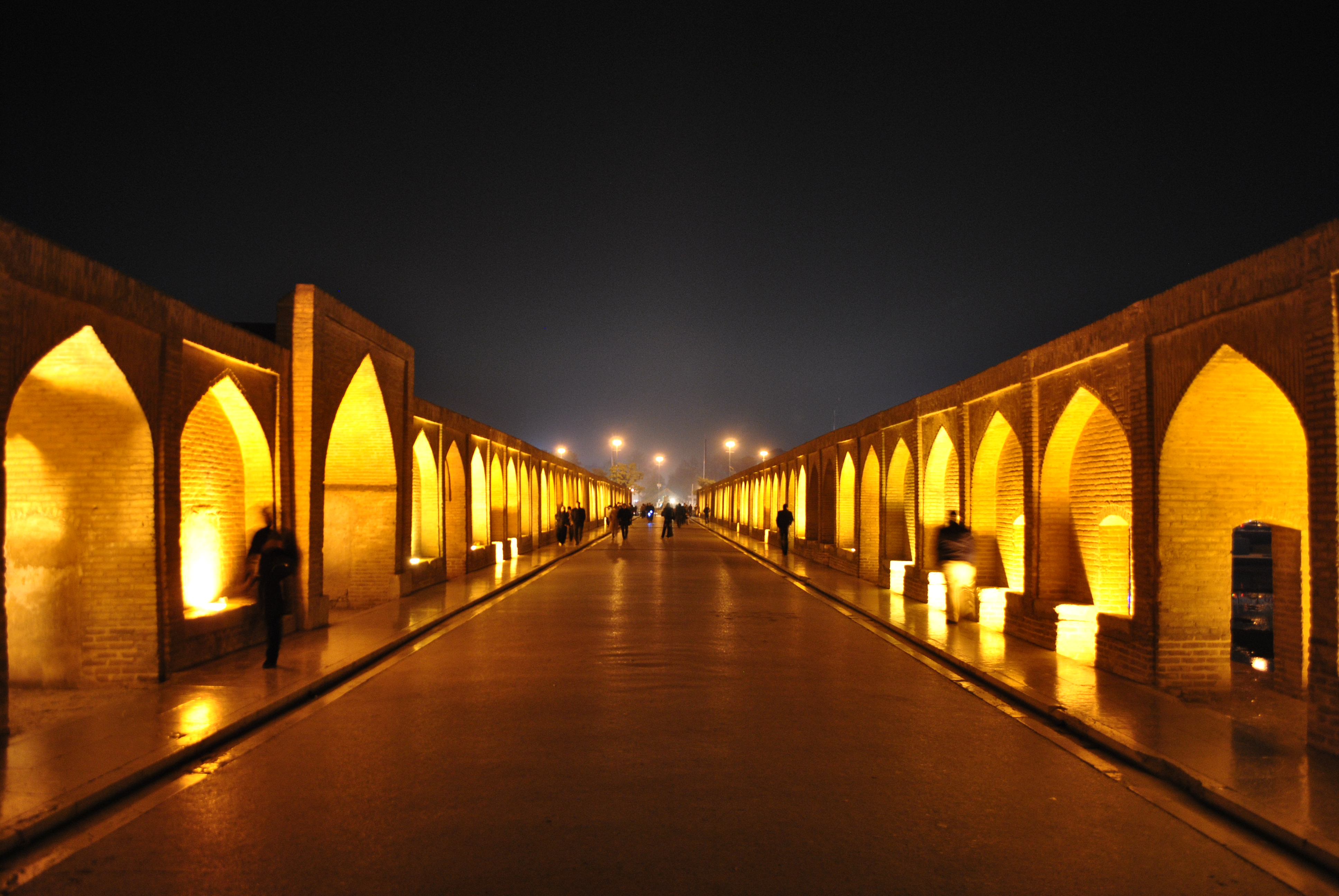
夜景
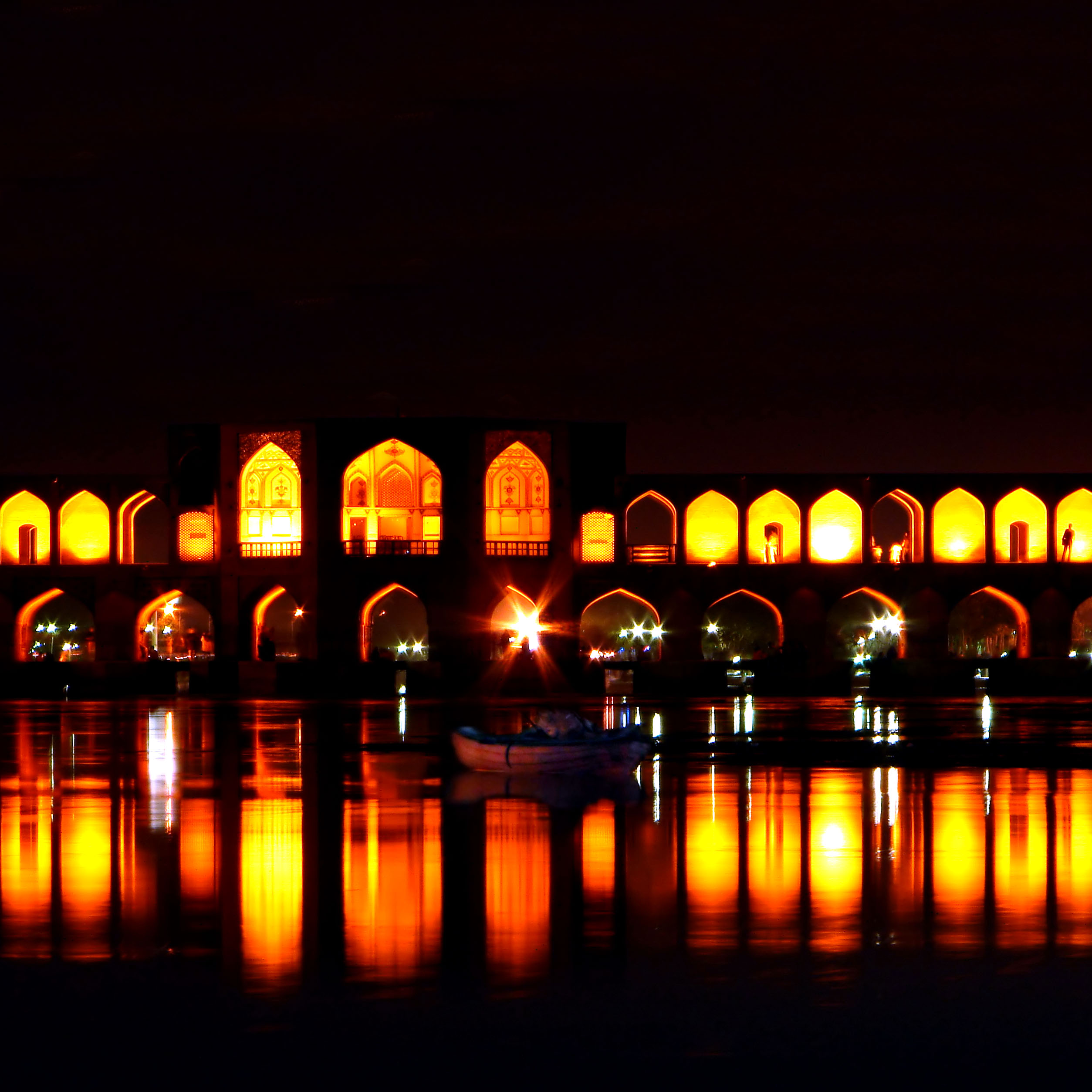
夜景，突出拱门
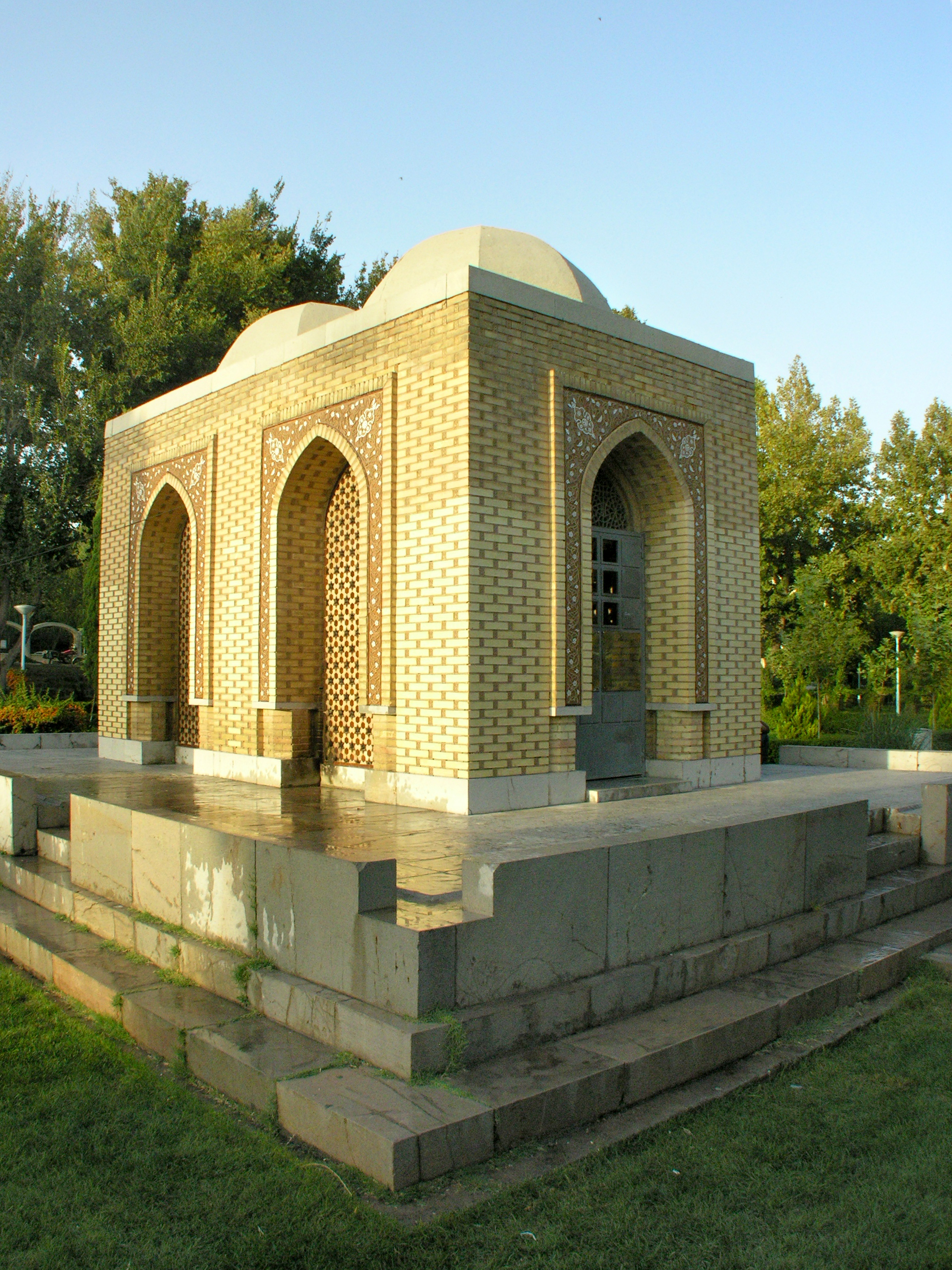
亚瑟·厄珀姆·波普和菲利斯·阿克曼的陵墓